# Sonrisas de una noche de verano
Sommarnattens Leende o Sonrisas de una noche de verano es una película del director Ingmar Bergman. Fue la primera película de Bergman en darle un galardón internacional en el Festival Internacional de Cine de Cannes de 1956.

## Sinopsis
La actriz Desirée Armfeldt (Eva Dahlbeck) se halla de gira en una pequeña ciudad a principios de siglo. El abogado Fredrik Egerman (Gunnar Björnstrand), hace tiempo amante de Desirée, duerme la siesta al lado de su joven esposa Anne (Ulla Jacobsson). En sueños murmura el nombre de Desirée. En la función de la noche Anne se echa a llorar. Fredrik la acompaña a casa. Ahí sorprende a su hijo mayor Henrik (Björn Bjelfvenstam), estudiante de teología, con la criada Petra (Harriet Andersson).
Fredrik vive en un matrimonio raro con su joven esposa. Se despide de ella y vuelve al teatro; al camerino de Desirée. Busca el consejo de su antigua amante y la acompaña a casa. Descubre que ella tiene un hijo pequeño que se llama Fredrik. Vestido con una bata prestada, le llega el turno a Fredrik de verse sorprendido. Llaman a la puerta de Desirée y entra el conde Malcolm, propietario de la bata, Fredrik y su ropa son echados a la calle.
Desirée visita el viejo palacio de su madre y le cuenta que ha roto con el conde Malcolm. Pide a su madre que organice una cena con los señores Egerman, los condes y el señorito Henrik como invitados.
Llegan los invitados. El cochero Frid enseña a la criada Petra un pulsador en el dormitorio de Henrik. Si se aprieta el pulsador, entra la cama de la habitación de al lado -el dormitorio de Anne y Fredrik.
Desirée y la condesa Charlotte intrigan. Durante la cena Henrik tiene un arrebato contra su padre. Henrik y Anne abandonan la mesa. Henrik intenta ahorcarse pero cae contra el pulsador que Frid le ha enseñado a Petra. Entra en la habitación la cama en la que duerme Anne. La despierta a besos. Frid le cuenta a Petra lo de las tres sonrisas de la noche de verano. Ayudan a Henrik y a Anne a escapar.
Desirée cuenta al conde que ha visto a la condesa y a Fredrik en el pabellón del palacio. Va allí corriendo, echa a su esposa y desafía a su rival a la ruleta rusa. Las dos mujeres esperan en el parque. Se oye un disparo. Malcolm aparece riéndose en el umbral de la puerta del pabellón. Había cargado la pistola con hollín. Desirée consuela a Fredrik manchadísimo de hollín. En el pajar Frid promete casarse con Petra. La noche de verano sonríe.

## Elenco
- Ulla Jacobsson - como Anne Egerman.
- Eva Dahlbeck - como Desiree Armfeldt.
- Harriet Andersson - como Petra.
- Margit Carlqvist - como la Condesa Charlotte Malcolm.
- Gunnar Björnstrand - como Fredrik Egerman.
- Jarl Kulle - como el Conde Carl-Magnus Malcolm.
- Åke Fridell - como Frid.
- Björn Bjelfvenstam - como Henrik Egerman.
- Naima Wifstrand - Como el Sr. Armfeldt
- Jullan Kindahl - como Beata.
- Gull Natorp - como Malla.
- Birgitta Valberg - Como una actriz.
- Bibi Andersson - Como una actriz.

## Influencia
Esta película fue homenajeada por Woody Allen en La comedia sexual de una noche de verano.